# Graptodytes aurasius
Graptodytes aurasius är en skalbaggsart som först beskrevs av René Gabriel Jeannel 1907.  Graptodytes aurasius ingår i släktet Graptodytes och familjen dykare. Inga underarter finns listade i Catalogue of Life.